# Carl Kupferschmid
Carl Kupferschmid (Winterthur, 29 oktober 1951) is een Zwitserse triatleet en tevens de eerste niet-Amerikaan die op het podium stond van de Ironman Hawaï.
Op 30-jarige leeftijd is zijn triatlon-carrière begonnen. Zijn eerste wedstrijd was de Swiss Triathlon, die in dat jaar nog geen Ironman status bezat, die hij gelijk won. Een jaar later schreef hij deze wedstrijd opnieuw op zijn naam. In 1985 boekte hij zijn grootste succes van zijn sportieve loopnaan door brons te winnen tijdens de Ironman Hawaï met een tijd van 9:26.32.  In 1986 werd hij derde tijdens de Europese kampioenschap triatlon in Denemarken.
Kupferschmid is van beroep architect.

## Palmares

### triatlon
- 1983:  Swiss Triathlon
- 1984:  Swiss Triathlon
- 1985:  Ironman Hawaï - 9:26.32
- 1987: 17e Ironman Hawaï - 9:22.41
- 1989:  EK lange afstand in Rødekro - 8:41.22